# Distretto di Tokoro
Il distretto di Tokoro (常呂郡?) è uno dei distretti della Sottoprefettura di Okhotsk, Hokkaidō, in Giappone.
Attualmente comprende i comuni di Kunneppu, Oketo e Saroma. 